# Saint-Vivien (Dordogna)
Saint-Vivien è un comune francese di 297 abitanti situato nel dipartimento della Dordogna nella regione della Nuova Aquitania.

## Società

### Evoluzione demografica
Abitanti censiti